# Paweł Reszka
Paweł Witold Reszka (né le 2 mai 1969) est un journaliste polonais, correspondant de Rzeczpospolita à Moscou.

## Carrière
Entre 2003 et 2006, directeur de la division des enquêtes à Dziennik de 2006 à 2009. 
Entre 2013 et 2017, membre de la rédaction Tygodnik Powszechny. 
À partir de janvier 2017, journaliste de Newsweek Polska.

## Prix et récompenses
- Récompense pour des reportages et des textes d'enquête de la revue "Press"
- Prix Darius Fikus pour l'année 2005[4].
- en 2008 : prix de MediaTory dans la catégorie Provocateur (en collaboration avec Michel Majewskim) pour La guerre polono-polonaise concernant le bouclier antimissile (révélant des fragments controversés de la conversation du président Lech Kaczyński avec le ministre des Affaires étrangères Radosław Sikorski)[5].
- en 2010 : prix A. Woyciechowski pour une série d'articles sur la catastrophe de Smolensk (en collaboration avec Michel Majewskim)[6]
- en 2016 : Récompense de MediaTory dans la catégorie Provocateur pour le livre Jak nas oszukują wielkie firmy (Comment les grandes entreprises nous manipulent) "pour avoir révélé un vaste système de fraude et les règles de fonctionnement des plus grandes banques et compagnies d'assurance polonaises. Pour vouloir montrer le vrai visage de la manipulation dont n'importe qui peut être victime."[7]

## Publications
- Miejsce po imperium, Warszawa: Świat Książki – Bertelsmann Media 2007.
- (co-auteur: Michał Majewski) Daleko od Wawelu, Warszawa: Wydawnictwo Czerwone i Czarne 2010.
- (co-auteur: Michał Majewski) Daleko od miłości, Warszawa: Wydawnictwo Czerwone i Czarne 2011.
- Chciwość. Jak nas oszukują wielkie firmy, en français Convoitise. Comment les grandes entreprises nous manipulent, Warszawa: Wydawnictwo Czerwone i Czarne 2016.
- Mali bogowie. A propos de l'anesthésie des médecins polonais, Warszawa: Wydawnictwo Czerwone i Czarne 2017.

## Les liens externes
- Notices d'autorité :   - VIAF
  - ISNI
  - BnF (données)
  - IdRef
  - LCCN
  - Pologne
  - NUKAT
  - Tchéquie
  - WorldCat
- (pl) « National Library of Poland »
- (pl) « Mali bogowie. O znieczulicy polskich lekarzy » [livre], sur Lubimyczytać.pl (consulté le 2 avril 2024)